# Feu de Saint-Elme
 (janvier 2024).
Si vous disposez d'ouvrages ou d'articles de référence ou si vous connaissez des sites web de qualité traitant du thème abordé ici, merci de compléter l'article en donnant les références utiles à sa vérifiabilité et en les liant à la section « Notes et références ».

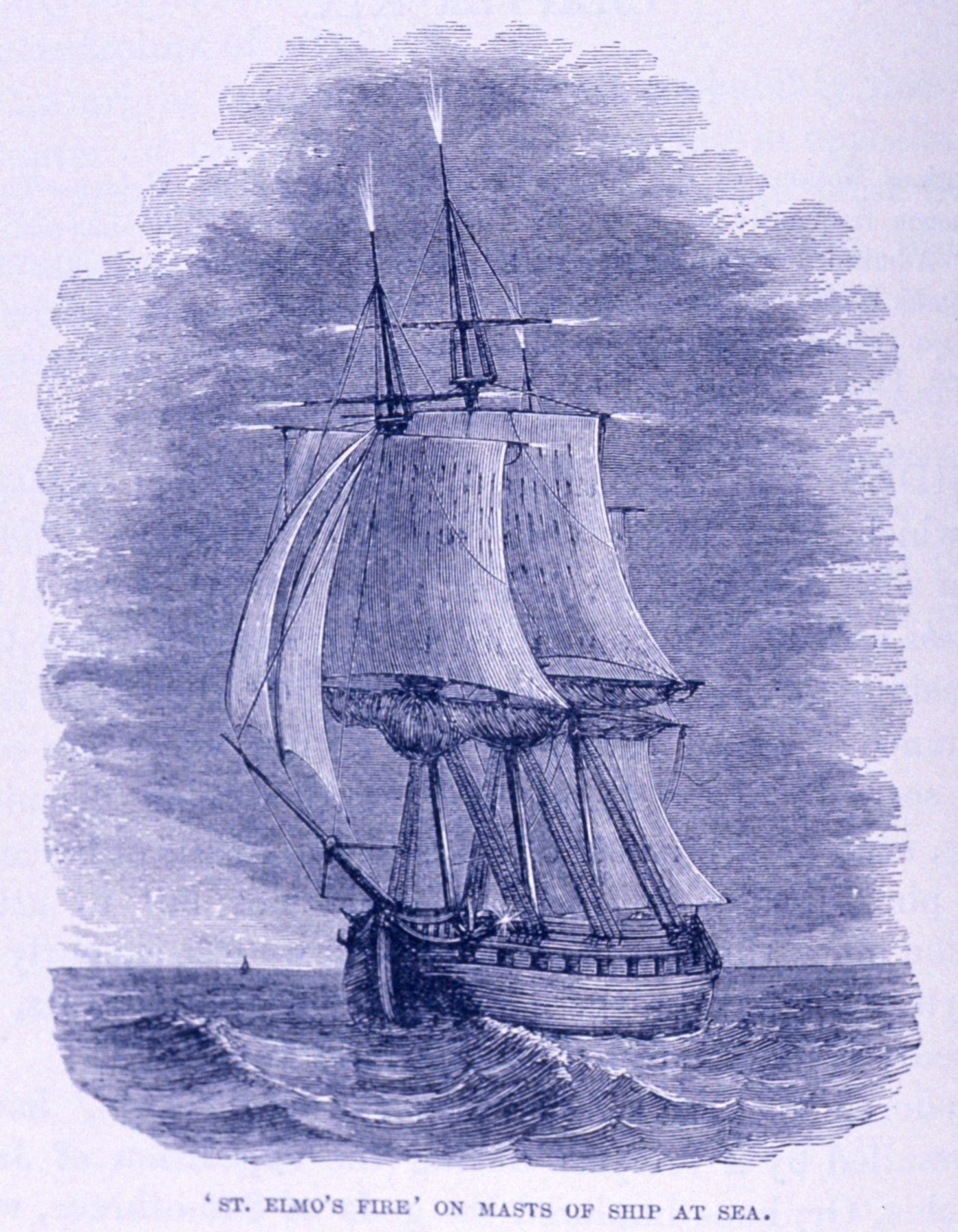
Feu de Saint-Elme sur un bateau (G. Hartwig) dans The Aerial World, 1886.

Le feu de Saint-Elme est un phénomène physique, se produisant dans certaines conditions météorologiques, qui se manifeste par des lueurs apparaissant surtout aux extrémités des mâts des navires et sur les ailes des avions certains soirs. Ce phénomène se crée parfois aussi en très haute altitude, au-dessus des cumulonimbus. Dans ce cas, on parlera de « farfadets ».

## Historique
Ce phénomène impressionne et intrigue depuis l'Antiquité. Pline l'Ancien le décrit comme suit :
« Il se montre des étoiles dans la mer et sur la terre. J'ai vu, la nuit, pendant les factions des sentinelles devant les retranchements, briller à la pointe des javelots des lueurs à la forme étoilée. Les étoiles se posent sur les antennes et sur d'autres parties des vaisseaux avec une espèce de son vocal, comme des oiseaux allant de place en place. Cette espèce d'étoile est dangereuse quand il n'en vient qu'une seule ; elle cause la submersion du bâtiment ; et si elle tombe dans la partie inférieure de la carène, elle y met le feu. Mais s’il en vient deux, l'augure en est favorable ; elles annoncent une heureuse navigation : l'on prétend même que, survenant, elles mettent en fuite Hélène, c'est le nom de cette étoile funeste et menaçante. Aussi attribue-t-on cette apparition divine à Castor et à Pollux, et on les invoque comme les dieux de la mer. La tête de l'homme est quelquefois, pendant le soir, entourée de ces lueurs, et c'est un présage de grandes choses. La raison de tout cela est un mystère caché derrière la majesté de la nature. »
Ce phénomène tire son nom de saint Elme ou Érasme de Formia, patron des marins, qui aurait continué à prêcher après que la foudre l'eut frappé à ses pieds ; il est ensuite invoqué par les marins qui craignaient les orages en mer ; un feu de Saint-Elme est alors vu comme un signe de protection du saint.

## Principe
Le feu de Saint-Elme est une manifestation de l'effet de couronne, qui se produit lorsque le champ électrique à proximité d'un conducteur est assez fort pour provoquer une décharge dans l'air ambiant et ainsi stimuler les molécules de l'air qui émettent alors une lumière caractéristique. En effet, grâce aux effets de pointes, qui entraînent une augmentation considérable du champ électrique au voisinage d'une pointe, en présence d'un champ électrique important comme celui qui accompagne un orage, l'air est ionisé sur des distances faibles devant la distance séparant les différentes saillies, et la recombinaison des électrons avec les ions s'accompagne de l'émission de lumière, qui est le feu de Saint-Elme proprement dit. Pour que le phénomène se produise, le champ électrique doit être suffisamment fort pour accélérer les électrons à une vitesse minimum avant que ceux-ci n'entrent en collision avec les autres molécules, sinon celles-ci ne peuvent être ionisées.

## Aviation
Un feu de Saint-Elme est un signe avant-coureur indiquant que l'aéronef risque d'être frappé par la foudre, ce qui n'a en général pas de conséquences graves. Ils se produisent à proximité ou à l'intérieur de cumulonimbus. En règle générale, un aéronef doit éviter de voler à proximité et surtout à l'intérieur de nuages d'orage, mais cela est parfois rendu difficile par une forte couverture nuageuse.
Un phénomène similaire est observé en 1982 lorsque le vol 9 British Airways traverse un nuage de cendres volcaniques rejetées par l'éruption du Galunggung en Indonésie, la friction provoquant une ionisation. Les cendres volcaniques entraînent par ailleurs l'arrêt des quatre moteurs. Le vol se termine sans incident.

## Navigation
Ces effets peuvent avoir lieu sur les extrémités de mâts ou autres objets pointus sur les navires. Souvent accompagnés ou précurseurs d'un orage, ils sont le signe que l'air est très chargé électriquement. Un champ électrique d'au moins 100 kV/m est nécessaire pour produire cet effet de décharge et de plasma. Le feu de Saint-Elme est accompagné d'un bruit de « buzz » électrique similaire à ce que l'on peut entendre sous les lignes à haute tension.
Les voiliers de régate modernes étant équipés de câble de terre, la charge présente dans l'air est dissipée au travers du câble vers la quille du bateau et finit dans l'eau. Ceci protège les occupants du bateau contre des décharges électriques. Ce bruit reste très impressionnant à entendre en plein jour quand la lumière du plasma reste invisible à l'œil. La nuit, une lueur violette apparaît aux extrémités du mât et des barres de flèches, semblable aux couleurs que l'on peut voir dans les boules à plasma.
Dans sa relation du Voyage de Magellan Antonio Pigafetta témoigne de la survenance du phénomène en 1519 : « Durant ces fortunes, le corps de saint Anselme nous apparut plusieurs fois ; et entre autres, une nuit entre autres, une nuit qui était fort obscure en raison du mauvais temps, le saint apparut en forme de feu allumé à la hune du grand mât, et demeura là plus de deux heures et demie, ce qui nous réconforta tous. Car nous étions en pleurs, attendant seulement l'heure de périr. Et quand cette sainte lumière se voulut départir de nous, elle donna une si grande clarté aux yeux d'un chacun que nous fûmes plus d'un demi-quart d'heure comme des gens aveuglés en criant miséricorde. »
Le 25 octobre 1785, La Pérouse signale que les deux navires de son expédition ont été pris dans un orage violent : « Le feu Saint-Elme se posa sur la pointe du paratonnerre. Mais ce phénomène ne nous fut pas particulier, l'Astrolabe, qui n'avait pas de paratonnerre, eut également le feu Saint-Elme sur son mât. ».

## Dans les arts
Le feu de Saint-Elme a été illustré par Hergé en 1960 dans Tintin au Tibet : lorsque le capitaine Haddock escalade un flanc de montagne, son piolet est soudain enveloppé par un champ électrique (curieusement de couleur verte) et Tintin lui explique le phénomène.
Dans le roman Moby Dick d'Herman Melville, au chapitre CXIX Les Bougies :

« Regardez là-haut ! cria Starbuck, le feu Saint-Elme ! les revenants ! les revenants !
Les extrémités des vergues étaient entourées d'un feu pâle; et, touchés au sommet de chaque paratonnerre à triple pointe par de blanches flammes effilées, les trois grands mâts brûlaient silencieusement dans l'air sulfureux, comme trois cierges gigantesques devant un autel. »

Dans le film Moby Dick (1956) de John Huston : vers la quatre-vingt-dixième minute, le capitaine Achab maîtrise le feu de Saint-Elme.
Jules Verne évoque ce phénomène dans Voyage au centre de la Terre quand un orage est sur le point de se déclarer dans la grotte souterraine. Un feu de Saint-Elme se déclare sur le mât de leur radeau.
Il est également mentionné dans le roman Premier de cordée de Frison-Roche lorsqu'un orage s'abat sur une cordée se trouvant dans le massif des Drus.
Ce phénomène apparaît dans les deux romans de Michel Tournier, Vendredi ou les Limbes du Pacifique et Vendredi ou la Vie sauvage, durant la tempête qui va provoquer le naufrage de Robinson sur une île déserte.
Dans le roman de Michael Ende, Jim Bouton et les Terribles 13, les feux de Saint-Elme illuminent les parois intérieures du Grand Aimant de Gouroumouch après que celui-ci a été réparé par Jim et Lucas (chapitre 7).
Le personnage interprété par Kirk Douglas dans le film El Perdido désigne des luminescences qui se produisent en plaine au sein d’un troupeau comme des « feux de Saint-Elme ».
Dans l'épisode numéro 4 de la saison 1 des Mystérieuses Cités d’or, un feu de Saint-Elme se manifeste sur le mat détruit de l'épave de l’Esperanza, qui est à la dérive. Mendoza explique que, la plupart du temps, les marins le considèrent comme un mauvais présage.
Un morceau du musicien britannique Brian Eno, se trouvant sur l'album Another Green World, se nomme St Elmo's Fire.
Dans L'Ordre du mouvement de Pierre Oster : « Je ne m'établis pas dans la construction qu'en se superposant les poèmes dessinent ; j'y découvre le feu Saint-Elme d'une phrase substantiellement libre. ».
Dans l'épisode 3 de l'anime Hunter × Hunter, un feu de Saint-Elme apparaît sur le mât du navire qui transporte les principaux héros vers le local du navigateur de l'examen des hunters.
Dans l'épisode 11 de la saison 2 de Rawhide, « La lumière bleue » (« Incident of the Blue Fire »). Le phénomène se produit sur les cornes du bétail.
Dans Le voyage, tome 3 de la saga Outlander  de Diana Gabaldon, les héros sont pris dans un violent orage en mer de Jamaïque durant lequel « les espars et le gréement de la goélette étaient nimbés d'une aura bleue phosphorescente : les feux de Saint-Elme ».
Dans le dernier tome de la bande dessinée Justin Hiriart, un feu de Saint-Elme apparaît sur un des mats du navire du personnage principal.